# Gauchos de Güemes

Estandarte de la Agrupación Tradicionalista de Salta "Gauchos de Güemes".

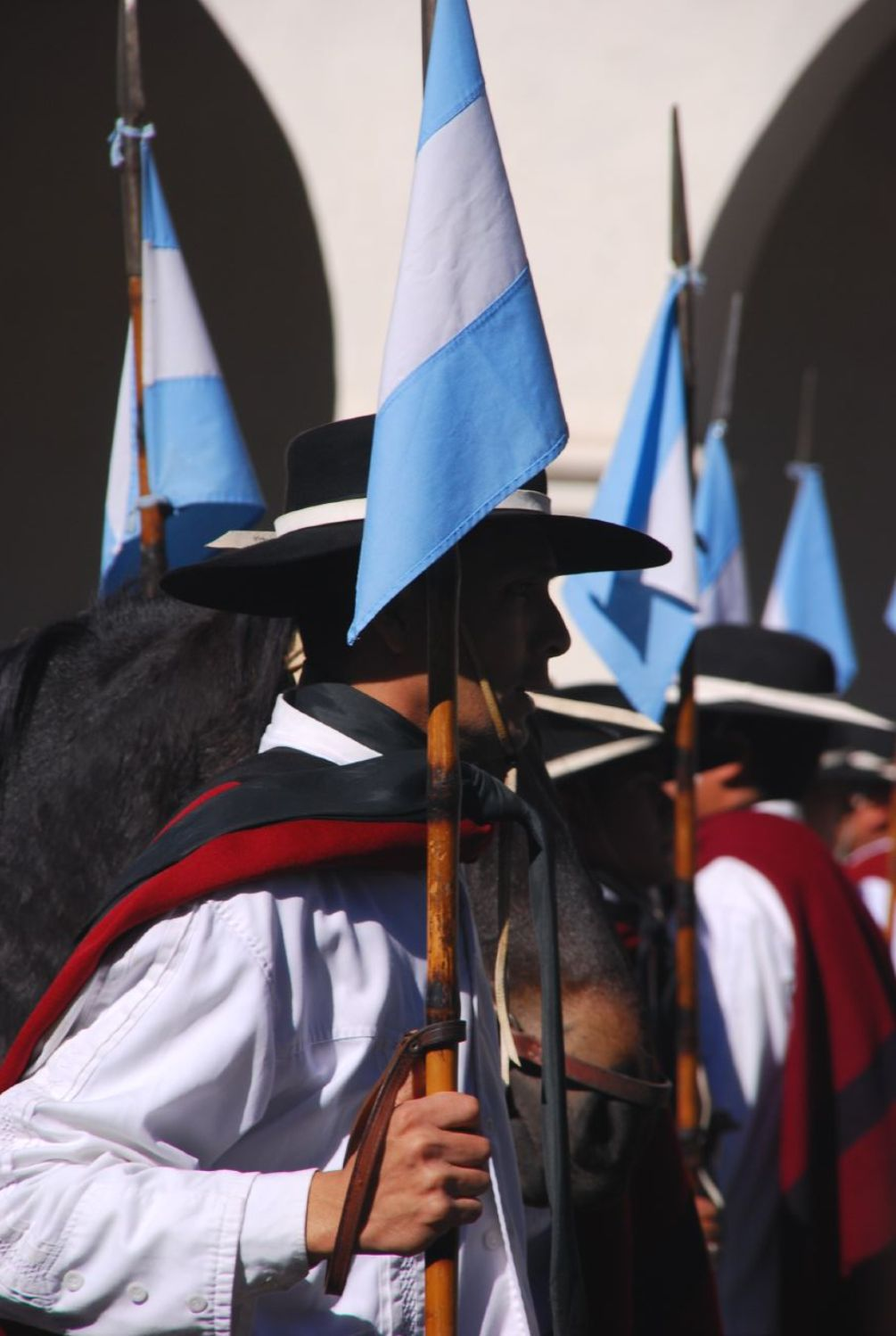
Gauchos de Güemes.

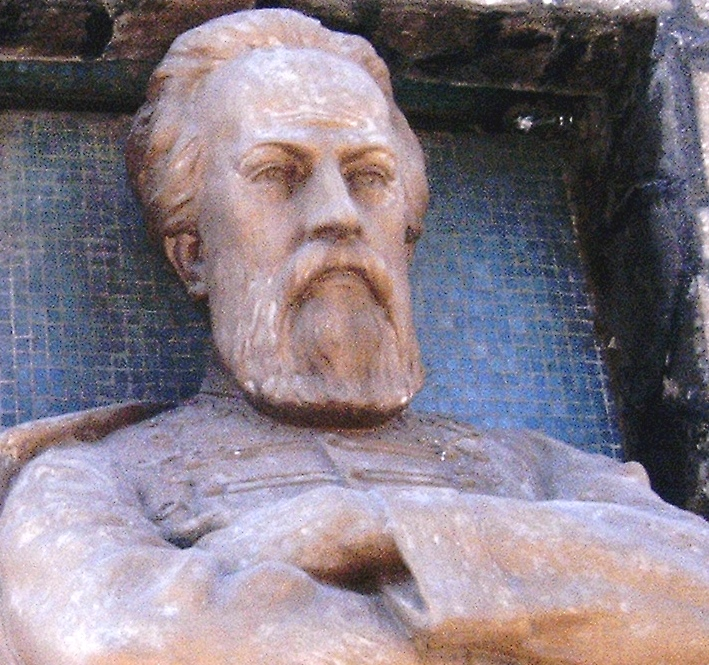
Busto del general Güemes, en Gendarmería Nacional, Rosario, del escultor Erminio Blotta.

Los gauchos de Güemes fueron una milicia nacional o milicia irregular comandada por Martín Miguel de Güemes, que cumplió un destacado papel en la Guerra de Independencia de Argentina en la frontera noroeste del país.
La milicia, organizada espontáneamente por Güemes, actuó en la región desde apenas iniciadas las hostilidades; ejerció una guerra de guerrillas, basada en su superior conocimiento del terreno, su excelencia ecuestre y la flexibilidad, atacando a las tropas realistas en posiciones desventajosas y diezmando sus provisiones, su equipo y su ganado, también utilizando tácticas nunca antes vista en la época, como ser ataques nocturnos, y ataques seguido de retiradas, con el fin de debilitar las tropas enemigas.. De acuerdo a José de San Martín, que informó de la situación al director José Gervasio de Posadas, las tropas de Joaquín de la Pezuela habían debido destinar una división entera a intentar paliar los daños infligidos por los milicianos. San Martín los incorporó al Ejército de los Andes, dando a Güemes el título de Comandante General de Avanzadas.
Sus integrantes se reclutaron entre los gauchos de la región. Estaba compuesta íntegramente por caballería, empleando las armas de las que se dispusiera, en especial el machete —reemplazando al sable de los ejércitos regulares— y el rifle. Estuvieron activos desde el comienzo de las hostilidades hasta la muerte de Güemes, pero intermitentemente, regresando a ejercer las tareas del campo entre actividades. No vestían de uniforme, llevando como distintivo un poncho punzó, y protegiéndose con guardamontes de cuero y petos del mismo material para sus monturas. Leopoldo Lugones dio en llamar luego a estos combates la guerra gaucha.
Se organizaban en escuadrones, divididos a su vez en compañías, acompañadas cada una de cirujano y capellán castrense. Actuaron conjuntamente con el Regimiento de Granaderos a Caballo y con el Regimiento de Cazadores a caballo en la campaña altoperuana. Tras el cambio táctico que llevó a San Martín a emprender el cruce de los Andes, se les sumó durante un tiempo una pequeña tropa boliviana dirigida por Juana Azurduy, heroína del alzamiento de Chuquisaca.
Los comandantes de Güemes en la frontera fueron el marqués de Yavi, Juan José Feliciano Alejo Fernández Campero, a cargo del flanco oriental de la Puna; Francisco Pérez de Uriondo, en Tarija; Manuel Arias, en Orán; y José María Pérez de Urdininea en Humahuaca. 
A Jujuy lo protegían los comandantes Bartolomé de la Corte, Domingo Arenas y José de la Quintana.

## LosGauchosen la actualidad
Aunque la milicia se extinguió con la muerte de su jefe, el destacado papel jugado en la guerra conservó su recuerdo. 
En 1919, el Quinto Regimiento de Caballería del Ejército Argentino, instalado en Salta desde 1886, adoptó el nombre de General Güemes por iniciativa de su jefe, el teniente coronel Osvaldo Amieva. En 1970 se autorizaría el empleo del poncho de Güemes y el resto de la indumentaria empleada por las tropas milicianas durante la guerra independentista, aunque la vestimenta se reserva para los desfiles en fechas conmemorativas, especialmente el aniversario de la muerte de Güemes. El Quinto Regimiento cobraría triste fama por su feroz accionar durante el Operativo Independencia contra las organizaciones de extrema izquierda presentes en el interior de la provincia de Tucumán.